# Thanawut Sanikwathi
Thanawut Sanikwathi (13 juni 1993) is een Thais wielrenner die anno 2020 rijdt voor Thailand Continental Cycling Team.

## Carrière
In 2015 werd Sanikwathi vijfde in de door Harrif Saleh gewonnen wegwedstrijd op de Zuidoost-Aziatische Spelen. Een jaar later eindigde hij in de Ronde van Thailand drie etappes op rij op het podium, maar wist niet te winnen. In 2017 behaalde hij zijn eerste profzege door in de tweede etappe van de Ronde van Thailand Thành Tâm Nguyễn en Jon Aberasturi voor te blijven in de massasprint.

## Overwinningen
2017
2e etappe Ronde van Thailand
2020
1e etappe Ronde van Thailand

## Ploegen
- 2017 –  Thailand Continental Cycling Team
- 2018 –  Thailand Continental Cycling Team
- 2019 –  Thailand Continental Cycling Team
- 2020 –  Thailand Continental Cycling Team

Boonratanathanakorn · Chawchiangkwang · Kapunya · Liphongyu · Loh · Phounsavath · Sai-udomsin · Sanikwathi · Sirironnachai